# Chiesa di Nostra Signora delle Grazie e San Gerolamo
La chiesa di Nostra Signora delle Grazie e San Gerolamo è un edificio di culto di Genova. È situata tra corso Carbonara e corso Firenze e fa parte del vicariato di Castelletto.

## Storia e descrizione

### Il primo edificio
Il primo edificio di culto, intitolato a san Gerolamo, fu fondato, secondo alcune fonti, nel 1405 ad opera del nobile Nicolò da Moneglia; altre fonti presumibilmente concordano che la sua reale edificazione avvenne però in un periodo molto più anteriore a tale data. Succursale delle parrocchie di San Siro, della Maddalena e di Nostra Signora del Carmine l'antica chiesa sorgeva sulla cima della salita di San Gerolamo avente una metratura di undici metri di lunghezza e otto di larghezza; terminava la struttura un'abside semicircolare largo circa cinque metri e profondo tre metri e mezzo. Presentava una copertura con volta a botte e una grande finestra nella facciata che illuminava la chiesa anche grazie a delle aperture nella volta.
L'altare maggiore, diviso dal resto della navata da una balaustra in marmo, era dedicato a Nostra Signora delle Grazie e qui era collocata una statua della Vergine. Presentava inoltre due altari laterali, di cui uno intitolato a santa Rosalia, con l'esposizione del dipinto raffigurante La gloria di santa Rosalia del pittore Valerio Castello.
Curata da appositi "massari" furono proprio questi ultimi, nel 1660, a nominare come rettore della chiesa il procuratore dei padri scolopi, ordine religioso trasferitosi temporaneamente nell'edificio. Con l'acquisto, nel 1756, di una attigua proprietà giurisdizionale della chiesa, i gesuiti si occuparono attivamente alla cura del tempio religioso con il rifacimento, nel 1782 e a loro spese, della pavimentazione.
Con decreto arcivescovile di Tommaso Reggio, datato al 23 maggio 1898, la chiesa fu elevata al titolo di parrocchiale di Castelletto, precedentemente assunto dalla chiesa di Santa Maria delle Grazie al Molo, e proprio da quest'ultima assunse la doppia intitolazione di Nostra Signora delle Grazie e san Gerolamo.

### La nuova chiesa
All'inizio del XX secolo, con una comunità parrocchiale stimata, nel 1902, intorno ai quattromila abitanti, si evidenziò come l'antica chiesa non fosse più idonea alle varie esigenze parrocchiali. Per una nuova collocazione fu presa in considerazione la proposta di trasformazione dell'area del soprastante monastero della Santissima Annunziata, detto delle monache turchine, di proprietà comunale dopo la dismissione del convento a seguito degli editti napoleonici.
Nell'elaborazione di un progetto parteciparono gli architetti Arturo Pettorelli, Pietro Fineschi e Maurizio Bruzzo i quali presentarono tre diversi abbozzi per l'erigenda chiesa. Si procedette, nel 1922, all'acquisto dell'area (1.400 metri quadri) per la cifra di settantamila lire e si diede così l'avvio ai lavori di preparazione del cantiere con la demolizione di parte delle mura cittadine medievali. Approvato il progetto dell'architetto Bruzzo, la posa della prima pietra avvenne il 21 aprile del 1929 alla presenza dell'arcivescovo di Genova cardinale Carlo Dalmazio Minoretti. Con sforzi economici notevoli nel reperire i fondi necessari al completamento dell'opera, fu in questa fase che nacque il bollettino parrocchiale L'Araldo di Castelletto, la chiesa fu terminata due anni dopo con la benedizione e apertura al culto religioso dal 20 dicembre 1931.
Il 29 dicembre del 1951 il cardinale Giuseppe Siri consacrerà l'edificio.